# 2009 Voloshina
Voloshina (asteroide 2009) é um asteroide da cintura principal com um diâmetro de 34,82 quilômetros, a 2,6630717 UA. Possui uma excentricidade de 0,1446248 e um período orbital de 2 006,46 dias (5,5 anos).
Voloshina tem uma velocidade orbital média de 16,88028017 km/s e uma inclinação de 2,85967º.
Esse asteroide foi descoberto em 22 de Outubro de 1968 por Tamara Smirnova.